# يوسف بطرس التيان
يوحنا بطرس التيان (1760 - 1820) البطريرك الماروني السادس والستون بين 1796 و1809؛ اعتبره المؤرخ الأب ناصر الجميل من «البطاركة الإصلاحيين»، في حين اعتبر خليفته البطريرك الحالي بشارة بطرس الراعي أنه رجل «عشق وعاش الحياة النسكية واستطاع أن يجمع بين العلم والزهد».

## حياته
ولد في بيروت عام 1760، وأرسله البطريرك يوسف بطرس اسطفان إلى المدرسة المارونية في روما لنيل العلوم في الفلسفة واللاهوت ودرس فيها أيضًا عدة لغات. أصبح كاهنًا عام 1784 وعينه البطريرك بعد موافقة السينودس وأعيان الطائفة نائبًا بطريركيًا في روما ومندوبًا لها أمام الكرسي الرسولي. في 6 أغسطس 1786 أصبح أسقفًا على دمشق وبعدها بسنتين استقال وغدا نائبًا بطريركيًا عامًا؛ واستمر في منصبه حتى انتخابه خلفًا للبطريرك فيلبس جميل في 28 أبريل 1796 وله من العمر ستًا وثلاثين عامًا فقط، ونال درع التثبيت من البابا في 24 يوليو 1797. ألف كتابًا حول دور البابا في الكنيسة الكاثوليكية وسلطته المطلقة غير أن الكتاب ظل على شكل مخطوط ولم يطبع، وهو في الأصل رسائل متبادلة بينه وبين بطريرك الروم الملكيين الكاثوليك جرمانوس آدم الذي أنكر سلطة البابا المطلقة، وقد حرّم البطريرك كتبه هذه على الموارنة. كانت الأوضاع السياسيّة الخارجية خلال بطريركيته معقدة للغاية مع الحملة الفرنسية على مصر عام 1799، نتيجة العلاقة الوطيدة بين فرنسا والكنيسة المارونية.
يقول المطران والمؤرخ يوسف بطرس الدبس أنه كان يؤثر حياة النسك والزهد والانفراد على «الأعباء البطريركية» ولذلك استقال من مهامه عام 1809، في حين قال المؤرخ الأب ناصر الجميل أن الاستقالة جاءت نتيجة خلافه مع الأمير بشير الثاني الشهابي، والذي سرعان ما تحوّل إلى خلاف مستحكم نتيجة رفع الضرائب من قرش الميري إلى ستة قروش، واندلاع ثورة في جبل لبنان على الحكم عرفت باسم «بعامية لحفد» والتي واجهها الأمير بسياسة قمعية جلبت على الجبل «الخراب والدمار والتشريد»؛ إلى جانب حروب الأمير المستمرة مع أولاد عمّه، فضلاً عن التدخّل في الشؤون الداخلية للكنيسة؛ كما واجه بعض المصاعب الكنسية الداخلية والخلافات على مستوى المطارنة، وهو ما دفعه إلى تقديم استقالته. وقد قبل البابا استقالته في 19 نوفمبر 1808، وطلب إليه أن يواصل إدارة شؤون البطريركية حتى انتخاب خلف له.
بعد استقالته اعتزل التيّان، الحياة العامة في دير مار يوحنا مارون في البترون ثم أقام في أحد قراها حيث بني له منزل صغير واظب فيه على الصلاة والخدمة في الكنيسة، ثم انتقل إلى دير قنوبين حتى وفاته في 20 فبراير 1820 ودفن في المقبرة البطريركية في مغارة القديسة مارينا في وادي قاديشا. وقد رسم خلال بطريركيته أربع أساقفة.

## مواقع خارجية
- بطاركة من تاريخ الموارنة على يوتيوب.
- البطاركة الموارنة.(بالإنجليزية)

| سبقه فيلبس بطرس الجميل | بطريرك أنطاكية وسائر المشرق للموارنة 1796 - 1809 | تبعه يوحنا بطرس الحلو |